# Przywódcy państw i terytoriów zależnych w 2007
Przywódcy państw i terytoriów zależnych w 2007 – lista przywódców państw i terytoriów zależnych w roku 2007.

## Afryka
- Algieria
  - Prezydent – Abdelaziz Bouteflika, Prezydenci Algierii (1999–2019)
  - Premier – Abdelaziz Belkhadem, Premierzy Algierii (2006–2008)

- Angola
  - Prezydent – José Eduardo dos Santos, Prezydenci Angoli (1979–2017)
  - Premier – Fernando da Piedade Dias dos Santos, Premierzy Angoli (2002–2008)

- Benin
  - Prezydent – Yayi Boni, Prezydenci Beninu (2006–2016)

- Botswana
  - Prezydent – Festus Mogae, Prezydenci Botswany (1998–2008)

- Brytyjskie Terytorium Oceanu Indyjskiego (terytorium zamorskie Wielkiej Brytanii)
  - Komisarz – Leigh Turner, Komisarze Brytyjskiego Terytorium Oceanu Indyjskiego (2006–2008)
  - Administrator –
    1. Tony John Humphries, Administratorzy Brytyjskiego Terytorium Oceanu Indyjskiego (2005–2007)
    2. Joanne Mary Yeadon, Administratorzy Brytyjskiego Terytorium Oceanu Indyjskiego (2007–2011)

- Burkina Faso
  - Prezydent – Blaise Compaoré, Prezydenci Burkina Faso (1987–2014)
  - Premier –
    1. Paramanga Ernest Yonli, Premierzy Burkina Faso (2000–2007)
    2. Tertius Zongo, Premierzy Burkina Faso (2007–2011)

- Burundi
  - Prezydent – Pierre Nkurunziza, Prezydenci Burundi (od 2005)

- Czad
  - Prezydent – Idriss Déby, Prezydenci Czadu (1990–2021)
  - Premier –
    1. Pascal Yoadimnadji, Premierzy Czadu (2005–2007)
    2. Adoum Younousmi, P.o. premiera Czadu (2007)
    3. Delwa Kassiré Koumakoye, Premierzy Czadu (2007–2008)

- Demokratyczna Republika Konga
  - Prezydent – Joseph Kabila, Prezydenci Demokratycznej Republiki Konga (2001–2019)
  - Premier – Antoine Gizenga, Premierzy Demokratycznej Republiki Konga (2006–2008)

- Dżibuti
  - Prezydent – Ismail Omar Guelleh, Prezydenci Dżibuti (od 1999)
  - Premier – Dileita Mohamed Dileita, Premierzy Dżibuti (2001–2013)

- Egipt
  - Prezydent – Husni Mubarak, Prezydenci Egiptu (1981–2011)
  - Premier – Ahmad Nazif, Premierzy Egiptu (2004–2011)

- Erytrea
  - Prezydent – Isajas Afewerki, Prezydenci Erytrei (od 1993)

- Etiopia
  - Prezydent – Girma Wolde-Giorgis, Prezydenci Etiopii (2001–2013)
  - Premier – Meles Zenawi, Premierzy Etiopii (1995–2012)

- Gabon
  - Prezydent – Omar Bongo, Prezydenci Gabonu (1967–2009)
  - Premier – Jean-Eyeghe Ndong, Premierzy Gabonu (2006–2009)

- Gambia
  - Prezydent – Yahya Jammeh, Prezydenci Gambii (1994–2017)

- Ghana
  - Prezydent – John Kufuor, Prezydenci Ghany (2001–2009)

- Gwinea
  - Prezydent – Lansana Conté, Prezydenci Gwinei (1984–2008)
  - Premier –
    1. Eugène Camara, Premierzy Gwinei (2007) od 9 lutego
    2. Lansana Kouyaté, Premierzy Gwinei (2007–2008)

- Gwinea Bissau
  - Prezydent – João Bernardo Vieira, Prezydenci Gwinei Bissau (2005–2009)
  - Premier –
    1. Aristides Gomes, Premierzy Gwinei Bissau (2005–2007)
    2. Martinho Ndafa Kabi, Premierzy Gwinei Bissau (2007–2008)

- Gwinea Równikowa
  - Prezydent – Teodoro Obiang Nguema Mbasogo, Prezydenci Gwinei Równikowej (od 1979)
  - Premier – Ricardo Mangue Obama Nfubea, Premierzy Gwinei Równikowej (2006–2008)

- Kamerun
  - Prezydent – Paul Biya, Prezydenci Kamerunu (od 1982)
  - Premier – Ephraïm Inoni, Premierzy Kamerunu (2004–2009)

- Kenia
  - Prezydent – Mwai Kibaki, Prezydenci Kenii (2002–2013)

- Komory
  - Prezydent – Ahmed Abdallah Sambi, Prezydenci Komorów (2006–2011)
  -  Anjouan (państwo nieuznawane) od lipca
    - Prezydent –

    1. Mohamed Bacar, Prezydenci Anjouan (2002–2007)
    2. Kaambi Houmadi, P.o. prezydenta Anjouan (2007)
    3. Dhoihirou Halidi, P.o. prezydenta Anjouan (2007)
    4. Mohamed Bacar, Prezydenci Anjouan (2007–2008)

- Kongo
  - Prezydent – Denis Sassou-Nguesso, Prezydenci Konga (od 1997)
  - Premier – Isidore Mvouba, Premierzy Konga (2005–2009)

- Lesotho
  - król – Letsie III, Królowie Lesotho (od 1996)
  - Premier – Bethuel Pakalitha Mosisili, Premierzy Lesotho (1998–2012)

- Liberia
  - Prezydent – Ellen Johnson-Sirleaf, Prezydenci Liberii (2006–2018)

- Libia
  - Przywódca Rewolucji 1 Września – Mu’ammar al-Kaddafi, Przywódcy Libii (1969–2011)
  - Głowa państwa – Az-Zanati Imhammad az-Zanati, Sekretarz Generalny Powszechnego Kongresu Ludowego Libii (1992–2008)
  - Premier – Al-Baghdadi Ali al-Mahmudi, Sekretarze Generalnego Komitetu Ludowego Libii (2006–2011)

- Madagaskar
  - Głowa państwa – Marc Ravalomanana, Prezydenci Madagaskaru (2002–2009)
  - Premier –
    1. Jacques Sylla, Premierzy Madagaskaru (2002–2007)
    2. Charles Rabemananjara, Premierzy Madagaskaru (2007–2009)

- Majotta (departament zamorski Francji)
  - Prefekt –
    1. Jean-Paul Kihl, Prefekci Majotty (2005–2007)
    2. Vincent Bouvier, Prefekci Majotty (2007–2008)

  - Przewodniczący Rady Generalnej – Said Omar Oili, Przewodniczący Rady Generalnej Majotty (2004–2008)

- Malawi
  - Prezydent – Bingu wa Mutharika, Prezydenci Malawi (2004–2012)

- Mali
  - Głowa państwa – Amadou Toumani Touré, Prezydenci Mali (2002–2012)
  - Premier –
    1. Ousmane Issoufi Maïga, Premierzy Mali (2004–2007)
    2. Modibo Sidibé, Premierzy Mali (2007–2011)

- Maroko
  - Król – Muhammad VI, Królowie Maroka (od 1999)
  - Premier –
    1. Driss Jettou, Premierzy Maroka (2002–2007)
    2. Abbas al-Fasi, Premierzy Maroka (2007–2011)

  -  Sahara Zachodnia (państwo nieuznawane)
    - Prezydent – Muhammad Abd al-Aziz, Prezydenci Sahary Zachodniej (1976–2016)
    - Premier – Abd al-Kadir Talib Umar, Premierzy Sahary Zachodniej (2003–2018)

- Mauretania
  - Prezydent –
    1. Ili uld Muhammad Fal, Przewodniczący Wojskowej Rady Sprawiedliwości i Demokracji (2005–2007)
    2. Sidi uld Szajch Abdallahi, Prezydenci Mauretanii (2007–2008)

  - Premier –
    1. Sidi Muhammad uld Bubakar, Premierzy Mauretanii (2005–2007)
    2. Zin uld Zidan, Premierzy Mauretanii (2007–2008)

- Mauritius
  - Prezydent – Anerood Jugnauth, Prezydenci Mauritiusa (2003–2012)
  - Premier – Navin Ramgoolam, Premierzy Mauritiusa (2005–2014)

- Mozambik
  - Prezydent – Armando Guebuza, Prezydenci Mozambiku (2005–2015)
  - Premier – Luisa Diogo, Premierzy Mozambiku (2004–2010)

- Namibia
  - Prezydent – Hifikepunye Pohamba, Prezydenci Namibii (2005–2015)
  - Premier – Nahas Angula, Premierzy Namibii (2005–2012)

- Niger
  - Prezydent – Mamadou Tandja, Prezydenci Nigru (1999–2010)
  - Premier –
    1. Hama Amadou, Premierzy Nigru (2000–2007)
    2. Seyni Oumarou, Premierzy Nigru (2007–2009)

- Nigeria
  - Prezydent –
    1. Olusẹgun Ọbasanjọ, Prezydenci Nigerii (1999–2007)
    2. Umaru Yar’Adua, Prezydenci Nigerii (2007–2010)

- Południowa Afryka
  - Prezydent – Thabo Mbeki, Prezydenci Południowej Afryki (1999–2008)

- Republika Środkowoafrykańska
  - Prezydent – François Bozizé, Prezydenci Republiki Środkowoafrykańskiej (2003–2013)
  - Premier – Élie Doté, Premierzy Republiki Środkowoafrykańskiej (2005–2008)

- Republika Zielonego Przylądka
  - Prezydent – Pedro Pires, Prezydenci Republiki Zielonego Przylądka (2001–2011)
  - Premier – José Maria Neves, Premierzy Republiki Zielonego Przylądka (2001–2016)

- Reunion (departament zamorski Francji)
  - Prefekt – Pierre-Henry Maccioni, Prefekci Reunionu (2006–2010)
  - Przewodniczący Rady Generalnej – Nassimah Dindar, Przewodniczący Rady Generalnej Reunionu (2004–2015)
  - Przewodniczący Rady Regionalnej – Paul Vergès, Przewodniczący Rady Regionalnej Reunionu (1998–2010)

- Rwanda
  - Prezydent – Paul Kagame, Prezydenci Rwandy (od 2000)
  - Premier – Bernard Makuza, Premierzy Rwandy (2000–2011)

- Senegal
  - Prezydent – Abdoulaye Wade, Prezydenci Senegalu (2000–2012)
  - Premier –
    1. Macky Sall, Premierzy Senegalu (2004–2007)
    2. Cheikh Hadjibou Soumaré, Premierzy Senegalu (2007–2009)

- Seszele
  - Prezydent – James Michel, Prezydenci Seszeli (2004–2016)

- Sierra Leone
  - Prezydent –
    1. Ahmad Tejan Kabbah, Prezydenci Sierra Leone (1998–2007)
    2. Ernest Bai Koroma, Prezydenci Sierra Leone (2007–2018)

- Somalia
  - Prezydent – Abdullahi Jusuf, Prezydenci Somalii (2004–2008)
  - Premier –
    1. Ali Mohammed Ghedi, Premierzy Somalii (2004–2007)
    2. Salim Alijow Ibrow, P.o. premiera Somalii (2007)
    3. Nur Hassan Hussein, Premierzy Somalii (2007–2009)

  -  Somaliland (państwo nieuznawane)
    - Prezydent – Daahir Rayaale Kaahin, Prezydenci Somalilandu (2002–2010)

  -  Puntland (autonomiczna część Somalii)
    - Prezydent – Mohamud Muse Hersi, Prezydenci Puntlandu (2005–2009)

  -  Galmudug (autonomiczna część Somalii)
    - Prezydent – Mohamed Warsame Ali, Prezydenci Galmudugu (2006–2009)

  -  Maakhir (państwo nieuznawane)
    - Proklamacja niepodległości 1 lipca
    - Prezydent – Jibrell Ali Salad, Prezydenci Maakhir (2007–2009)

- Suazi
  - Król – Mswati III, Królowie Suazi (od 1986)
  - Premier – Absalom Themba Dlamini, Premierzy Suazi (2003–2008)

- Sudan
  - Prezydent – Umar al-Baszir, Prezydenci Sudanu (1989–2019)

- Tanzania
  - President – Jakaya Kikwete, Prezydenci Tanzanii (2005–2015)
  - Premier – Edward Lowassa, Premierzy Tanzanii (2005–2008)

- Togo
  - Prezydent – Faure Gnassingbé, Prezydenci Togo (od 2005)
  - Premier –
    1. Yawovi Agboyibo, Premierzy Togo (2006–2007)
    2. Komlan Mally, Premierzy Togo (2007–2008)

- Tunezja
  - Prezydent – Zajn al-Abidin ibn Ali, prezydenci Tunezji (1987–2011)
  - Premier – Muhammad al-Ghannuszi, Premierzy Tunezji (1999–2011)

- Uganda
  - Prezydent – Yoweri Museveni, Prezydenci Ugandy (od 1986)
  - Premier – Apolo Nsibambi, Premierzy Ugandy (1999–2011)

- Wybrzeże Kości Słoniowej
  - Prezydent – Laurent Gbagbo, Prezydenci Wybrzeża Kości Słoniowej (2000–2011)
  - Premier –
    1. Charles Konan Banny, Premierzy Wybrzeża Kości Słoniowej (2005–2007)
    2. Guillaume Soro, Premierzy Wybrzeża Kości Słoniowej (2007–2012)

- Wyspa Świętej Heleny, Wyspa Wniebowstąpienia i Tristan da Cunha (terytorium zamorskie Wielkiej Brytanii)
  - Gubernator –
    1. Michael Clancy, Gubernatorzy Wyspy Świętej Heleny, Wyspy Wniebowstąpienia i Tristan da Cunha (2004–2007)
    2. Andrew Gurr, Gubernatorzy Wyspy Świętej Heleny, Wyspy Wniebowstąpienia i Tristan da Cunha (2007–2011)

- Wyspy Świętego Tomasza i Książęca
  - Prezydent – Fradique de Menezes, Prezydenci Wysp Świętego Tomasza i Książęcej (2003–2011)
  - Premier – Tomé Vera Cruz, Premierzy Wysp Świętego Tomasza i Książęcej (2006–2008)

- Zambia
  - Prezydent – Levy Mwanawasa, Prezydenci Zambii (2002–2008)

- Zimbabwe
  - Prezydent – Robert Mugabe, Prezydenci Zimbabwe (1987–2017)

## Azja
- Afganistan
  - Prezydent – Hamid Karzaj, Prezydenci Afganistanu (2001–2014)

- Akrotiri (brytyjska suwerenna baza wojskowa w południowej części Cypru)
  - Administrator – Richard Lacey, Administratorzy Akrotiri i Dhekelii (2006–2008)

- Arabia Saudyjska
  - Król – Abd Allah ibn Abd al-Aziz Al Su’ud, Królowie Arabii Saudyjskiej (2005–2015)

- Armenia
  - Prezydent – Robert Koczarian, Prezydenci Armenii (1998–2008)
  - Premier –
    1. Andranik Markarian, Premierzy Armenii (2000–2007)
    2. Serż Sarkisjan, Premierzy Armenii (2007–2008)

- Azerbejdżan
  - Prezydent – İlham Əliyev, Prezydenci Azerbejdżanu (od 2003)
  - Premier – Artur Rasizadə, Premierzy Azerbejdżanu (2003–2018)
  -  Górski Karabach (państwo nieuznawane)
    - Prezydent –
      1. Arkadi Ghukasjan, Prezydenci Górskiego Karabachu (1997–2007)
      2. Bako Sahakian, Prezydenci Górskiego Karabachu (od 2007)

    - Premier –
      1. Anuszawan Danielian, Premierzy Górskiego Karabachu (1999–2007)
      2. Arajik Harutiunian, Premierzy Górskiego Karabachu (od 2007)

- Bahrajn
  - Król – Hamad ibn Isa Al Chalifa, Królowie Bahrajnu (od 1999)
  - Premier – Chalifa ibn Salman Al Chalifa, Premier Bahrajnu (od 1971)

- Bangladesz
  - Prezydent – Iajuddin Ahmed, Prezydenci Bangladeszu (2002–2009)
  - Premier –
    1. Iajuddin Ahmed, P.o. premiera Bangladeszu (2006–2007)
    2. Fazlul Haque, P.o. premiera Bangladeszu (2007)
    3. Fakhruddin Ahmed, Premierzy Bangladeszu (2007–2009)

- Bhutan
  - Król – Jigme Khesar Namgyel Wangchuck, Królowie Bhutanu (od 2006)
  - Premier –
    1. Lyonpo Khandu Wangchuk, Premierzy Bhutanu (2006–2007)
    2. Lyonpo Kinzang Dorji, Premierzy Bhutanu (2007–2008)

- Brunei
  - Sułtan – Hassanal Bolkiah, Sułtani Brunei (od 1967)

- Chiny
  - Sekretarz generalny KPCh – Hu Jintao, Sekretarze Generalni Komunistycznej Partii Chin (2002–2012)
  - Przewodniczący ChRL – Hu Jintao, Przewodniczący Chińskiej Republiki Ludowej (2003–2013)
  - Premier – Wen Jiabao, Premierzy Chińskiej Republiki Ludowej (2003–2013)
  - Przewodniczący CKW KC KPCh – Hu Jintao, Przew. Centralnej Komisji Wojskowej Komitetu Centralnego KPCh (2004–2012)

- Cypr
  - Prezydent – Tasos Papadopulos, Prezydenci Cypru (2003–2008)
  -  Cypr Północny (państwo nieuznawane)
    - Prezydent – Mehmet Ali Talat, Prezydenci Cypru Północnego (2005–2010)
    - Premier – Ferdi Sabit Soyer, Premierzy Cypru Północnego (2005–2009)

- Dhekelia (brytyjska suwerenna baza wojskowa w południowo-wschodniej części Cypru)
  - Administrator – Richard Lacey, Administratorzy Akrotiri i Dhekelii (2006–2008)

- Filipiny
  - Prezydent – Gloria Macapagal-Arroyo, Prezydenci Filipin (2001–2010)

- Gruzja
  - Prezydent –
    1. Micheil Saakaszwili, Prezydenci Gruzji (2004–2007)
    2. Nino Burdżanadze, P.o. prezydenta Gruzji (2007–2008)

  - Premier –
    1. Zurab Nogaideli, Premierzy Gruzji (2005–2007)
    2. Lado Gurgenidze, Premierzy Gruzji (2007–2008)

  -  Abchazja (państwo nieuznawane)
    - Prezydent – Siergiej Bagapsz, Prezydenci Abchazji (2005–2011)
    - Premier – Aleksandr Ankwab, Premierzy Abchazji (2005–2010)

  -  Osetia Południowa (państwo nieuznawane)
    - Prezydent – Eduard Kokojty, Prezydenci Osetii Południowej (2001–2011)
    - Premier – Jurij Morozow, Premierzy Osetii Południowej (2005–2008)

- Indie
  - Prezydent –
    1. Avul Pakir Jainulabdeen Abdul Kalam, Prezydenci Indii (2002–2007)
    2. Pratibha Patil, Prezydenci Indii (2007–2012)

  - Premier – Manmohan Singh, Premierzy Indii (2004–2014)

- Indonezja
  - Prezydent – Susilo Bambang Yudhoyono, prezydenci Indonezji (2004–2014)

- Irak
  - Prezydent – Dżalal Talabani, Prezydenci Iraku (2005–2014)
  - Premier – Nuri al-Maliki, Premierzy Iraku (2006–2014)

- Iran
  - Najwyższy przywódca – Ali Chamenei, Najwyżsi przywódcy Iranu (od 1989)
  - Prezydent – Mahmud Ahmadineżad, Prezydenci Iranu (2005–2013)

- Izrael
  - Prezydent –
    1. Mosze Kacaw, Prezydent Izraela (2000–2007)
    2. Dalja Icik, P.o. prezydenta Izraela (2007)
    3. Szimon Peres, Prezydent Izraela (2007–2014)

  - Premier – Ehud Olmert, Premierzy Izraela (2006–2009)
  -  Palestyna (państwo nieuznawane)
    - Prezydent – Mahmud Abbas, Prezydenci Autonomii Palestyńskiej (od 2005)
    - Premier –
      1. Isma’il Hanijja, Premierzy Autonomii Palestyńskiej (2006–2007)
      2. Salam Fajjad, Premierzy Autonomii Palestyńskiej (2007–2013)

    - Strefa Gazy (rebelia przeciw Palestyńskim Władzom Narodowym)
      - Premier – Isma’il Hanijja, Premierzy Autonomii Palestyńskiej (w Strefie Gazy) (2007–2014)

- Japonia
  - Cesarz – Akihito, Cesarze Japonii (1989–2019)
  - Premier –
    1. Shinzō Abe, Premierzy Japonii (2006–2007)
    2. Yasuo Fukuda, Premierzy Japonii (2007–2008)

- Jemen
  - Prezydent – Ali Abd Allah Salih, Prezydenci Jemenu (1978–2012)
  - Premier –
    1. Abd al-Kadir Badżammal, Premierzy Jemenu (2001–2007)
    2. Ali Muhammad Mudżawar, Premierzy Jemenu (2007–2011)

- Jordania
  - Król – Abdullah II, Królowie Jordanii (od 1999)
  - Premier –
    1. Maruf al-Bachit, Premierzy Jordanii (2005–2007)
    2. Nadir az-Zahabi, Premierzy Jordanii (2007–2009)

- Kambodża
  - Król – Norodom Sihamoni, Królowie Kambodży (od 2004)
  - Premier – Hun Sen, Premierzy Kambodży (1985–2023)

- Katar
  - Emir – Hamad ibn Chalifa Al Sani, Emirowie Kataru (1995–2013)
  - Premier –
    1. Abd Allah ibn Chalifa Al Sani, Premierzy Kataru (1996–2007)
    2. Hamad ibn Dżasim ibn Dżabr Al Sani, Premierzy Kataru (2007–2013)

- Kazachstan
  - Prezydent – Nursułtan Nazarbajew, Prezydenci Kazachstanu (1990–2019)
  - Premier –
    1. Daniał Achmetow, Premierzy Kazachstanu (2003–2007)
    2. Karim Masimow, Premierzy Kazachstanu (2007–2012)

- Kirgistan
  - Prezydent – Kurmanbek Bakijew, Prezydenci Kirgistanu (2005–2010)
  - Premier –
    1. Feliks Kułow, Premierzy Kirgistanu (2005–2007)
    2. Azim Isabekow, Premierzy Kirgistanu (2007)
    3. Ałmazbek Atambajew, Premierzy Kirgistanu (2007)
    4. Iskenderbek Ajdaralijew, P.o. premiera Kirgistanu (2007)
    5. Igor Czudinow, Premierzy Kirgistanu (2007–2009)

- Korea Południowa
  - Prezydent – Roh Moo-hyun, Prezydenci Korei Południowej (2003–2008)
  - Premier –
    1. Han Myung-sook, Premierzy Korei Południowej (2006–2007)
    2. Kwon O-kyu, P.o. premiera Korei Południowej (2007)
    3. Han Duck-soo, Premierzy Korei Południowej (2007–2008)

- Korea Północna
  - Szef partii komunistycznej – Kim Dzong Il, Sekretarz Generalny Partii Pracy Korei (1997–2011)
  - Głowa państwa – Kim Yong Nam, Przewodniczący Prezydium Najwyższego Zgromadzenia Ludowego KRLD (1998–2019)
  - Premier –
    1. Pak Pong Ju, Premierzy Korei Północnej (2003–2007)
    2. Kim Yŏng Il, Premierzy Korei Północnej (2007–2010)

- Kuwejt
  - Emir – Sabah IV al-Ahmad al-Dżabir as-Sabah, Emirowie Kuwejtu (2006–2020)
  - Premier – Nasser Muhammad al-Ahmad as-Sabah, Premierzy Kuwejtu (2006–2011)

- Laos
  - Szef partii komunistycznej – Choummaly Sayasone, Sekretarze Generalni Laotańskiej Partii Ludowo-Rewolucyjnej (2006–2016)
  - Prezydent – Choummaly Sayasone, Prezydenci Laosu (2006–2016)
  - Premier – Bouasone Bouphavanh, Premierzy Laosu (2006–2010)

- Liban
  - Prezydent –
    1. Émile Lahoud, Prezydenci Libanu (1998–2007)
    2. Fouad Siniora, P.o. prezydenta Libanu (2007–2008)

  - Premier – Fouad Siniora, Premierzy Libanu (2005–2009)

- Malediwy
  - Prezydent – Maumun ̓Abdul Gajum, Prezydenci Malediwów (1978–2008)

- Malezja
  - Monarcha – Tuanku Mizan Zainal Abidin, Yang di-Pertuan Agong Malezji (2006–2011)
  - Premier – Abdullah Ahmad Badawi, Premierzy Malezji (2003–2009)

- Mjanma
  - Głowa państwa – Than Shwe, Przewodniczący Rady Pokoju i Rozwoju Birmy (1992–2011)

- Mongolia
  - Prezydent – Nambaryn Enchbajar, Prezydenci Mongolii (2005–2009)
  - Premier –
    1. Mijeegombyn Enchbold, Premierzy Mongolii (2006–2007)
    2. Sandżaagijn Bajar, Premierzy Mongolii (2007–2009)

- Nepal
  - Głowa państwa –
    1. Gyanendra Bir Bikram Shah Dev, Król Nepalu (2001–2008)
    2. Girija Prasad Koirala, Tymczasowa głowa państwa (2007–2008)

  - Premier – Girija Prasad Koirala, Premierzy Nepalu (2006–2008)

- Oman
  - Sułtan – Kabus ibn-Said, Sułtani Omanu (1970–2020)

- Pakistan
  - Prezydent – Pervez Musharraf, Prezydenci Pakistanu (2001–2008)
  - Premier –
    1. Shaukat Aziz, Premierzy Pakistanu (2004–2007)
    2. Muhammad Mian Soomro, Premierzy Pakistanu (2007–2008)

- Singapur
  - Prezydent – S.R. Nathan, Prezydenci Singapuru (1999–2011)
  - Premier – Lee Hsien Loong, Premierzy Singapuru (od 2004)

- Sri Lanka
  - Prezydent – Mahinda Rajapaksa, Prezydenci Sri Lanki (2005–2015)
  - Premier – Ratnasiri Wickremanayake, Premierzy Sri Lanki (2005–2010)

- Syria
  - Prezydent – Baszszar al-Asad, Prezydenci Syrii (od 2000)
  - Premier – Muhammad Nadżi al-Utri, Premierzy Syrii (2003–2011)

- Tadżykistan
  - Prezydent – Emomali Rahmon, Prezydenci Tadżykistanu (od 1992)
  - Premier – Okil Okilow, Premierzy Tadżykistanu (1999–2013)

- Tajlandia
  - Król – Bhumibol Adulyadej, Królowie Tajlandii (1946–2016)
  - Premier – Surayud Chulanont, Premierzy Tajlandii (2006–2008)
  - Szef junty wojskowej –
    1. Sonthi Boonyaratkalin, Przewodniczący Rady Bezpieczeństwa Narodowego (2006–2007)
    2. Chalit Pookpasuk, P.o. przewodniczącego Rady Bezpieczeństwa Narodowego (2007–2008)

- Tajwan (państwo częściowo uznawane)
  - Prezydent – Chen Shui-bian, Prezydenci Republiki Chińskiej (2000–2008)
  - Premier –
    1. Su Tseng-chang, Premierzy Republiki Chińskiej (2006–2007)
    2. Chang Chun-hsiung, Premierzy Republiki Chińskiej (2007–2008)

- Timor Wschodni
  - Prezydent –
    1. Xanana Gusmão, Prezydenci Timoru Wschodniego (2002–2007)
    2. José Ramos-Horta, Prezydenci Timoru Wschodniego (2007–2012)

  - Premier –
    1. José Ramos-Horta, Premierzy Timoru Wschodniego (2006–2007)
    2. Estanislau da Silva, Premierzy Timoru Wschodniego (2007)
    3. Xanana Gusmão, Premierzy Timoru Wschodniego (2007–2015)

- Turcja
  - Prezydent –
    1. Ahmet Necdet Sezer, prezydenci Turcji (2000–2007)
    2. Abdullah Gül, prezydenci Turcji (2007–2014)

  - Premier – Recep Tayyip Erdoğan, Premierzy Turcji (2003–2014)

- Turkmenistan
  - Prezydent – Gurbanguly Berdimuhamedow, Prezydenci Turkmenistanu (2006–2022)

- Uzbekistan
  - Prezydent – Islom Karimov, Prezydenci Uzbekistanu (1990–2016)
  - Premier – Shavkat Mirziyoyev, Premierzy Uzbekistanu (2003–2016)

- Wietnam
  - Szef partii komunistycznej – Nông Đức Mạnh, Sekretarze Generalni Komunistycznej Partii Wietnamu (2001–2011)
  - Prezydent – Nguyễn Minh Triết, Prezydenci Wietnamu (2006–2011)
  - Premier – Nguyễn Tấn Dũng, Premierzy Wietnamu (2006–2016)

- Zjednoczone Emiraty Arabskie
  - Prezydent – Chalifa ibn Zajid Al Nahajjan, Prezydenci Zjednoczonych Emiratów Arabskich (2004–2022)
  - Premier – Muhammad ibn Raszid al-Maktum, Premierzy Zjednoczonych Emiratów Arabskich (od 2006)

## Europa
- Albania
  - Prezydent –
    1. Alfred Moisiu, Prezydenci Albanii (2002–2007)
    2. Bamir Topi, Prezydenci Albanii (2007–2012)

  - Premier – Sali Berisha, Premierzy Albanii (2005–2013)

- Andora
  - Monarchowie
    - Współksiążę francuski –
      1. Jacques Chirac, Współksiążę francuski Andory (1995–2007)
      2. Nicolas Sarkozy, Współksiążę francuski Andory (2007–2012)

      - Przedstawiciel –
        1. Philippe Massoni (2002–2007)
        2. Emmanuelle Mignon (2007–2008)

    - Współksiążę episkopalny – Joan Enric Vives Sicília, Współksiążę episkopalny Andory (od 2003)
      - Przedstawiciel – Nemesi Marqués Oste (1993–2012)

  - Premier – Albert Pintat Santolària, Premierzy Andory (2005–2009)

- Austria
  - Prezydent – Heinz Fischer, Prezydenci Austrii (2004–2016)
  - Kanclerz –
    1. Wolfgang Schüssel, Kanclerze Austrii (2000–2007)
    2. Alfred Gusenbauer, Kanclerze Austrii (2007–2008)

- Belgia
  - Król – Albert II, Królowie Belgów (1993–2013)
  - Premier – Guy Verhofstadt, Premierzy Belgii (1999–2008)

- Białoruś
  - Prezydent – Alaksandr Łukaszenka, Prezydenci Białorusi (od 1994)
  - Premier – Siarhiej Sidorski, Premierzy Białorusi (2003–2010)

- Bośnia i Hercegowina
  - Głowa państwa – Prezydium Republiki Bośni i Hercegowiny
    - przedstawiciel Serbów – Nebojša Radmanović (2006–2014) Przewodniczący Prezydium Republiki Bośni i Hercegowiny (2006–2007)
    - przedstawiciel Chorwatów – Željko Komšić (2006–2014) Przewodniczący Prezydium Republiki Bośni i Hercegowiny (2007–2008)
    - przedstawiciel Boszniaków – Haris Silajdžić (2006–2010)

  - Premier –
    1. Adnan Terzić, Premierzy Bośni i Hercegowiny (2002–2007)
    2. Nikola Špirić, Premierzy Bośni i Hercegowiny (2007–2012)

  - Wysoki Przedstawiciel –
    1. Christian Schwarz-Schilling, Wysoki Przedstawiciel dla Bośni i Hercegowiny (2006–2007)
    2. Miroslav Lajčák, Wysoki Przedstawiciel dla Bośni i Hercegowiny (2007–2009)

- Bułgaria
  - Prezydent – Georgi Pyrwanow, Prezydenci Bułgarii (2002–2012)
  - Premier – Sergej Staniszew, Premierzy Bułgarii (2005–2009)

- Chorwacja
  - Prezydent – Stjepan Mesić, Prezydenci Chorwacji (2000–2010)
  - Premier – Ivo Sanader, Premierzy Chorwacji (2003–2009)

- Czarnogóra
  - Prezydent – Filip Vujanović, Prezydenci Czarnogóry (od 2003)
  - Premier – Željko Šturanović, Premierzy Czarnogóry (2006–2008)

- Czechy
  - Prezydent – Václav Klaus, Prezydenci Czech (2003–2013)
  - Premier – Mirek Topolánek, Premierzy Czech (2006–2009)

- Dania
  - Król – Małgorzata II, Władcy Danii (1972–2024)
  - Premier – Anders Fogh Rasmussen, Premierzy Danii (2001–2009)
  -  Wyspy Owcze (Autonomiczne terytorium Królestwa Danii)
    - Królewski administrator – Søren Christensen, Królewscy administratorzy Wysp Owczych (2005–2008)
    - Premier – Jóannes Eidesgaard, Premierzy Wysp Owczych (2004–2008)

- Estonia
  - Prezydent – Toomas Hendrik Ilves, Prezydenci Estonii (2006–2016)
  - Premier – Andrus Ansip, Premierzy Estonii (2005–2014)

- Finlandia
  - Prezydent – Tarja Halonen, Prezydenci Finlandii (2000–2012)
  - Premier – Matti Vanhanen, Premierzy Finlandii (2003–2010)

- Francja
  - Prezydent –
    1. Jacques Chirac, prezydenci Francji (1995–2007)
    2. Nicolas Sarkozy, prezydenci Francji (2007–2012)

  - Premier –
    1. Dominique de Villepin, Premierzy Francji (2005–2007)
    2. François Fillon, Premierzy Francji (2007–2012)

- Grecja
  - Prezydent – Karolos Papulias, Prezydenci Grecji (2005–2015)
  - Premier – Kostas Karamanlis, Premierzy Grecji (2004–2009)

- Hiszpania
  - Król – Jan Karol I, Królowie Hiszpanii (1975–2014)
  - Premier – José Luis Rodríguez Zapatero, Premierzy Hiszpanii (2004–2011)

- Holandia
  - Król – Beatrycze, Królowie Niderlandów (1980–2013)
  - Premier – Jan Peter Balkenende, Premierzy Holandii (2002–2010)

- Irlandia
  - Prezydent – Mary McAleese, Prezydenci Irlandii (1997–2011)
  - Premier – Bertie Ahern, Premierzy Irlandii (1997–2008)

- Islandia
  - Prezydent – Ólafur Ragnar Grímsson, Prezydenci Islandii (1996–2016)
  - Premier – Geir Haarde, Premierzy Islandii (2006–2009)

- Liechtenstein
  - Książę – Jan Adam II, Książęta Liechtensteinu (od 1989)
  - Regent – Alojzy (od 2004)
  - Premier – Otmar Hasler, Premierzy Liechtensteinu (2001–2009)

- Litwa
  - Prezydent – Valdas Adamkus, Prezydenci Litwy (2004–2009)
  - Premier – Gediminas Kirkilas, Premierzy Litwy (2006–2008)

- Luksemburg
  - Wielki książę – Henryk, Wielcy książęta Luksemburga (od 2000)
  - Premier – Jean-Claude Juncker, Premierzy Luksemburga (1995–2013)

- Łotwa
  - Prezydent –
    1. Vaira Vīķe-Freiberga, Prezydenci Łotwy (1999–2007)
    2. Valdis Zatlers, Prezydenci Łotwy (2007–2011)

  - Premier –
    1. Aigars Kalvītis, Premierzy Łotwy (2004–2007)
    2. Ivars Godmanis, Premierzy Łotwy (2007–2009)

- Macedonia
  - Prezydent – Branko Crwenkowski, Prezydenci Macedonii (2004–2009)
  - Premier – Nikoła Gruewski, Premierzy Macedonii (2006–2016)

- Malta
  - Prezydent – Edward Fenech Adami, Prezydenci Malty (2004–2009)
  - Premier – Lawrence Gonzi, Premierzy Malty (2004–2013)

- Mołdawia
  - Prezydent – Vladimir Voronin, Prezydenci Mołdawii (2001–2009)
  - Premier – Vasile Tarlev, Premierzy Mołdawii (2001–2008)
  -  Naddniestrze (państwo nieuznawane)
    - Prezydent – Igor Smirnow, Prezydenci Naddniestrza (1991–2011)

- Monako
  - Książę – Albert II, Książęta Monako (od 2005)
  - Minister stanu – Jean-Paul Proust, Ministrowie stanu Monako (2005–2010)

- Niemcy
  - Prezydent – Horst Köhler, prezydenci Niemiec (2004–2010)
  - Kanclerz – Angela Merkel, Kanclerze Niemiec (2005–2021)

- Norwegia
  - Król – Harald V, Władcy Norwegii (od 1991)
  - Premier – Jens Stoltenberg, Królowie Norwegii (2005–2013)

- Polska
  - Prezydent – Lech Kaczyński, prezydenci Polski (2005–2010)
  - Premier –
    1. Jarosław Kaczyński, Premierzy Polski (2006–2007)
    2. Donald Tusk, Premierzy Polski (2007–2014)

- Portugalia
  - Prezydent – Aníbal Cavaco Silva, prezydenci Portugalii (2006–2016)
  - Premier – José Sócrates, Premierzy Portugalii (2005–2011)

- Rosja
  - Prezydent – Władimir Putin, Prezydenci Rosji (1999–2008)
  - Premier –
    1. Michaił Fradkow, Premierzy Rosji (2004–2007)
    2. Wiktor Zubkow, Premierzy Rosji (2007–2008)

- Rumunia
  - Prezydent –
    1. Traian Băsescu, Prezydenci Rumunii (2004–2014)
    2. Nicolae Văcăroiu, P.o. prezydenta Rumunii (2007) od 20 kwietnia do 23 maja w zastępstwie zawieszonego T. Băsescu

  - Premier – Călin Popescu-Tăriceanu, Premierzy Rumunii (2004–2008)

- San Marino
  - Kapitanowie regenci –
    1. Antonio Carattoni i Roberto Giorgetti, Kapitanowie regenci San Marino (2006–2007)
    2. Alessandro Rossi i Alessandro Mancini, Kapitanowie regenci San Marino (2007)
    3. Alberto Selva i Mirko Tomassoni, Kapitanowie regenci San Marino (2007–2008)

  - Szef rządu – Fiorenzo Stolfi, Sekretarze Stanu do spraw Politycznych i Zagranicznych San Marino (2006–2008)

- Serbia
  - Prezydent – Boris Tadić, Prezydenci Serbii (2004–2012)
  - Premier – Vojislav Koštunica, Premierzy Serbii (2004–2008)
  - Kosowo (część Serbii pod międzynarodową okupacją i administracją ONZ)
    - Prezydent – Fatmir Sejdiu, Prezydenci Kosowa (2006–2010)
    - Premier – Agim Çeku, Premierzy Kosowa (2006–2008)
    - Specjalny Przedstawiciel – Joachim Rücker, Specjalni Przedstawiciele Sekretarza Generalnego ONZ w Kosowie (2006–2008)

- Słowacja
  - Prezydent – Ivan Gašparovič, Prezydenci Słowacji (2004–2014)
  - Premier – Robert Fico, Premierzy Słowacji (2006–2010)

- Słowenia
  - Prezydent –
    1. Janez Drnovšek, Prezydenci Słowenii (2002–2007)
    2. Danilo Türk, Prezydenci Słowenii (2007–2012)

  - Premier – Janez Janša, Premierzy Słowenii (2004–2008)

- Szwajcaria
  - Rada Związkowa: Doris Leuthard (od 2006), Moritz Leuenberger (1995–2010), Micheline Calmy-Rey (2002–2011, prezydent), Hans-Rudolf Merz (2003–2010), Pascal Couchepin (1998–2009), Samuel Schmid (2000–2008), Christoph Blocher (2003–2007)

- Szwecja
  - Król – Karol XVI Gustaw, Królowie Szwecji (od 1973)
  - Premier – Fredrik Reinfeldt, Premierzy Szwecji (2006–2014)

- Ukraina
  - Prezydent – Wiktor Juszczenko, prezydenci Ukrainy (2005–2010)
  - Premier –
    1. Wiktor Janukowycz, Premierzy Ukrainy (2006–2007)
    2. Julia Tymoszenko, Premierzy Ukrainy (2007–2010)

- Unia Europejska
  - Prezydencja Rady Unii Europejskiej –
    1. Niemcy (I – VI 2007)
    2. Portugalia (VII – XII 2007)

  - Przewodniczący Komisji Europejskiej – José Manuel Durão Barroso (2004–2014)
  - Przewodniczący Parlamentu Europejskiego –
    1. Josep Borrell (2004–2007)
    2. Hans-Gert Pöttering (2007–2009)

  - Wysoki przedstawiciel Unii do spraw zagranicznych i polityki bezpieczeństwa – Javier Solana (1999–2009)

- Watykan
  - Papież – Benedykt XVI, Suwerenny Władca Państwa Watykańskiego (2005–2013)
  - Prezydent Gubernatoratu – Giovanni Lajolo, Prezydenci Papieskiej Komisji Państwa Watykańskiego (2006–2011)
  - Stolica Apostolska
    - Sekretarz stanu – Tarcisio Bertone, Sekretarze stanu Stolicy Apostolskiej (2006–2013)

- Węgry
  - Prezydent – László Sólyom, Prezydent Węgier (2005–2010)
  - Premier – Ferenc Gyurcsány, Premierzy Węgier (2004–2009)

- Wielka Brytania
  - Król – Elżbieta II, Królowie Zjednoczonego Królestwa (1952–2022)
  - Premier –
    1. Tony Blair, Premierzy Wielkiej Brytanii (1997–2007)
    2. Gordon Brown, Premierzy Wielkiej Brytanii (2007–2010)

  -  Wyspa Man (Dependencja korony brytyjskiej)
    - Gubernator porucznik – Paul Haddacks, Gubernatorzy porucznicy Wyspy Man (2005–2011)
    - Szef ministrów – James Anthony Brown, Premierzy Wyspy Man (2006–2011)

  -  Guernsey (Dependencja korony brytyjskiej)
    - Gubernator porucznik – Fabian Malbon, Gubernatorzy porucznicy Guernsey (2005–2011)
    - Baliw – Geoffrey Rowland, Baliwowie Guernsey (2005–2012)
    - Szef ministrów –
      1. Laurie Morgan, Szefowie ministrów Guernsey (2004–2007)
      2. Mike Torode, Szefowie ministrów Guernsey (2007–2008)

  -  Jersey (Dependencja korony brytyjskiej)
    - Gubernator porucznik – Andrew Ridgway, Gubernatorzy porucznicy Jersey (2006–2011)
    - Baliw – Philip Bailhache, Baliwowie Jersey (1995–2009)
    - Szef ministrów – Frank Walker, Szefowie ministrów Jersey (2005–2008)

  -  Gibraltar (terytorium zamorskie Wielkiej Brytanii)
    - Gubernator – Robert Fulton, Gubernatorzy Gibraltaru (2006–2009)
    - Szef ministrów – Peter Caruana, Szefowie ministrów Gibraltaru (1996–2011)

- Włochy
  - Prezydent – Giorgio Napolitano, Prezydenci Włoch (2006–2015)
  - Premier – Romano Prodi, Premierzy Włoch (2006–2008)

## Ameryka Północna
- Anguilla (terytorium zamorskie Wielkiej Brytanii)
  - Gubernator – Andrew George, Gubernatorzy Anguilli (2006–2009)
  - Szef ministrów – Osbourne Fleming, Szefowie ministrów Anguilli (2000–2010)

- Antigua i Barbuda
  - Król – Elżbieta II, Królowie Antigui i Barbudy (1981–2022)
  - Gubernator generalny –
    1. James Carlisle, Gubernatorzy generalni Antigui i Barbudy (1993–2007)
    2. Louise Lake-Tack, Gubernatorzy generalni Antigui i Barbudy (2007–2014)

  - Premier – Baldwin Spencer, Premierzy Antigui i Barbudy (2004–2014)

- Antyle Holenderskie (samorządny kraj członkowski Królestwa Niderlandów)
  - Gubernator – Frits Goedgedrag, Gubernatorzy Antyli Holenderskich (2002–2010)
  - Premier – Emily de Jongh-Elhage, Premierzy Antyli Holenderskich (2006–2010)

- Aruba (samorządny kraj członkowski Królestwa Niderlandów)
  - Gubernator – Fredis Refunjol, Gubernatorzy Aruby (2004–2016)
  - Premier – Nelson Orlando Oduber, Premierzy Aruby (2001–2009)

- Bahamy
  - Król – Elżbieta II, Królowie Bahamów (1973–2022)
  - Gubernator generalny – Arthur Dion Hanna, Gubernatorzy generalni Bahamów (2006–2010)
  - Premier –
    1. Perry Christie, Premierzy Bahamów (2002–2007)
    2. Hubert Ingraham, Premierzy Bahamów (2007–2012)

- Barbados
  - Król – Elżbieta II, Królowie Barbadosu (1966–2021)
  - Gubernator generalny – Clifford Husbands, Gubernatorzy generalni Barbadosu (1996–2011)
  - Premier – Owen Arthur, Premierzy Barbadosu (1994–2008)

- Belize
  - Król – Elżbieta II, Królowie Belize (1981–2022)
  - Gubernator generalny – Colville Young, Gubernatorzy generalni Belize (1993–2021)
  - Premier – Said Musa, Premierzy Belize (1998–2008)

- Bermudy (terytorium zamorskie Wielkiej Brytanii)
  - Gubernator –
    1. John Vereker, Gubernatorzy Bermudów (2002–2007)
    2. Richard Gozney, Gubernatorzy Bermudów (2007–2012)

  - Premier – Ewart Brown, Premierzy Bermudów (2006–2010)

- Brytyjskie Wyspy Dziewicze (terytorium zamorskie Wielkiej Brytanii)
  - Gubernator – David Pearey, Gubernatorzy Brytyjskich Wysp Dziewiczych (2006–2010)
  - Szef ministrów – Orlando Smith, Szefowie ministrów Brytyjskich Wysp Dziewiczych (2003–2007)
  - Premier – Ralph T. O’Neal, Premierzy Brytyjskich Wysp Dziewiczych (2007–2011)

- Dominika
  - Prezydent – Nicholas Liverpool, Prezydenci Dominiki (2003–2012)
  - Premier – Roosevelt Skerrit, Premierzy Dominiki (od 2004)

- Dominikana
  - Prezydent – Leonel Fernández, Prezydenci Dominikany (2004–2012)

- Grenada
  - Król – Elżbieta II, Królowie Grenady (1974–2022)
  - Gubernator generalny – Daniel Williams, Gubernatorzy generalni Grenady (1996–2008)
  - Premier – Keith Mitchell, Premierzy Grenady (1995–2008)

- Grenlandia (autonomiczne terytorium Królestwa Danii)
  - Wysoki komisarz – Søren Hald Møller, Wysocy komisarze Grenlandii (2005–2011)
  - Premier – Hans Enoksen, Premierzy Grenlandii (2002–2009)

- Gwadelupa (departament zamorski Francji)
  - Prefekt –
    1. Jean-Jacques Brot, Prefekci Gwadelupy (2006–2007)
    2. Yvon Alain, P.o. prefekta Gwadelupy (2007)
    3. Emmanuel Berthier, Prefekci Gwadelupy (2007–2008)

  - Przewodniczący Rady Generalnej – Jacques Gillot, Przewodniczący Rady Generalnej Gwadelupy (2001–2015)
  - Przewodniczący Rady Regionalnej – Victorin Lurel, Przewodniczący Rady Regionalnej Gwadelupy (2004–2012)

- Gwatemala
  - Prezydent – Óscar Berger Perdomo, Prezydenci Gwatemali (2004–2008)

- Haiti
  - Prezydent – René Préval, Prezydenci Haiti (2006–2011)
  - Premier – Jacques-Édouard Alexis, Premierzy Haiti (2006–2008)

- Honduras
  - Prezydent – Manuel Zelaya, Prezydenci Hondurasu (2006–2009)

- Jamajka
  - Król – Elżbieta II, Królowie Jamajki (1962–2022)
  - Gubernator generalny – Kenneth Hall, Gubernatorzy generalni Jamajki (2006–2009)
  - Premier –
    1. Portia Simpson-Miller, Premierzy Jamajki (2006–2007)
    2. Bruce Golding, Premierzy Jamajki (2007–2011)

- Kanada
  - Król – Elżbieta II, Królowie Kanady (1952–2022)
  - Gubernator generalny – Michaëlle Jean, Gubernatorzy generalni Kanady (2005–2010)
  - Premier – Stephen Harper, Premierzy Kanady (2006–2015)

- Kajmany (terytorium zamorskie Wielkiej Brytanii)
  - Gubernator – Stuart Jack, Gubernatorzy Kajmanów (2005–2009)
  - Szef rządu – Kurt Tibbetts, Szefowie rządu Kajmanów (2005–2009)

- Kostaryka
  - Prezydent – Óscar Arias Sánchez, Prezydenci Kostaryki (2006–2010)

- Kuba
  - Szef partii komunistycznej – Fidel Castro, Pierwszy sekretarz Komunistycznej Partii Kuby (1965–2011)
  - Przewodniczący Rady Państwa – Fidel Castro, Przewodniczący Rady Państwa Republiki Kuby (1976–2008)
  - Premier – Fidel Castro, Premierzy Kuby (1959–2008)

- Martynika (departament zamorski Francji)
  - Prefekt –
    1. Yves Dassonville, Prefekci Martyniki (2004–2007)
    2. Patrice Latron, P.o. prefekta Martyniki (2007)
    3. Ange Mancini, Prefekci Martyniki (2007–2011)

  - Przewodniczący Rady Generalnej – Claude Lise, Przewodniczący Rady Generalnej Martyniki (1992–2011)
  - Przewodniczący Rady Regionalnej – Alfred Marie-Jeanne, Przewodniczący Rady Regionalnej Martyniki (1998–2010)

- Meksyk
  - Prezydent – Felipe Calderón, Prezydenci Meksyku (2006–2012)

- Montserrat (terytorium zamorskie Wielkiej Brytanii)
  - Gubernator –
    1. Deborah Barnes-Jones, Gubernatorzy Montserratu (2004–2007)
    2. John Skerritt, P.o. gubernatora Montserratu (2007)
    3. Howard A. Fergus, P.o. gubernatora Montserratu (2007)
    4. Peter Andrew Waterworth, Gubernatorzy Montserratu (2007–2011)

  - Szef ministrów – Lowell Lewis, Szefowie ministrów Montserratu (2006–2009)

- Nikaragua
  - Prezydent –
    1. Enrique Bolaños, Prezydenci Nikaragui (2002–2007)
    2. Daniel Ortega, Prezydenci Nikaragui (od 2007)

- Panama
  - Prezydent – Martín Torrijos, Prezydenci Panamy (2004–2009)

- Saint-Barthélemy (od 21 lutego wspólnota zamorska Francji, poprzednio część Gwadelupy)
  - Prefekt – Dominique Lacroix, Prefekci Saint Barthélemy (2007–2009)
  - Przewodniczący Rady Terytorialnej – Bruno Magras, Przewodniczący Rady Terytorialnej Saint Barthélemy (od 2007)

- Saint Kitts i Nevis
  - Król – Elżbieta II, Królowie Saint Kitts i Nevis (1983–2022)
  - Gubernator generalny – Cuthbert Sebastian, Gubernatorzy generalni Saint Kitts i Nevis (1996–2013)
  - Premier – Denzil Douglas, Premierzy Saint Kitts i Nevis (1995–2015)

- Saint Lucia
  - Król – Elżbieta II, Królowie Saint Lucia (1979–2022)
  - Gubernator generalny – Pearlette Louisy, Gubernatorzy generalni Saint Lucia (1997–2017)
  - Premier –
    1. John Compton, Premierzy Saint Lucia (2006–2007)
    2. Stephenson King, Premierzy Saint Lucia (2007–2011)

- Saint-Martin (od 21 lutego wspólnota zamorska Francji, poprzednio część Gwadelupy)
  - Prefekt – Dominique Lacroix, Prefekci Saint-Martin (2007–2009)
  - Przewodniczący Rady Terytorialnej – Louis-Constant Fleming, Przewodniczący Rady Terytorialnej Saint-Martin (2007–2008)

- Saint-Pierre i Miquelon (wspólnota zamorska Francji)
  - Prefekt – Yves Fauqueur, Prefekci Saint-Pierre i Miquelon (2006–2008)
  - Przewodniczący Rady Generalnej – Stéphane Artano, Przewodniczący Rady Generalnej Saint-Pierre i Miquelon (od 2006) do 21 lutego
  - Przewodniczący Rady Terytorialnej – Stéphane Artano, Przewodniczący Rady Terytorialnej Saint-Pierre i Miquelon (od 2007) od 21 lutego

- Saint Vincent i Grenadyny
  - Król – Elżbieta II, Królowie Saint Vincent i Grenadyn (1979–2022)
  - Gubernator generalny – Frederick Ballantyne, Gubernatorzy generalni Saint Vincent i Grenadyn (2002–2019)
  - Premier – Ralph Gonsalves, Premierzy Saint Vincent i Grenadyn (od 2001)

- Salwador
  - Prezydent – Antonio Saca, Prezydenci Salwadoru (2004–2009)

- Stany Zjednoczone
  - Prezydent – George Walker Bush, Prezydenci Stanów Zjednoczonych (2001–2009)
  -  Portoryko (Terytorium zorganizowane o statusie wspólnoty Stanów Zjednoczonych Ameryki)
    - Gubernator – Aníbal Acevedo Vilá, Gubernatorzy Portoryko (2005–2009)

  -  Wyspy Dziewicze Stanów Zjednoczonych (Nieinkorporowane terytorium zorganizowane Stanów Zjednoczonych Ameryki)
    - Gubernator –

    1. Charles Wesley Turnbull, Gubernatorzy Wysp Dziewiczych Stanów Zjednoczonych (1999–2007)
    2. John de Jongh, Gubernatorzy Wysp Dziewiczych Stanów Zjednoczonych (2007–2015)

- Trynidad i Tobago
  - Prezydent – George Maxwell Richards, Prezydenci Trynidadu i Tobago (2003–2013)
  - Premier – Patrick Manning, Premierzy Trynidadu i Tobago (2001–2010)

- Turks i Caicos (terytorium zamorskie Wielkiej Brytanii)
  - Gubernator – Richard Tauwhare, Gubernatorzy Turks i Caicos (2005–2008)

## Ameryka Południowa
- Argentyna
  - Prezydent –
    1. Néstor Kirchner, prezydenci Argentyny (2003–2007)
    2. Cristina Fernández de Kirchner, prezydenci Argentyny (2007–2015)

- Boliwia
  - Prezydent – Evo Morales, Prezydenci Boliwii (2006–2019)

- Brazylia
  - Prezydent – Luiz Inácio Lula da Silva, Prezydenci Brazylii (2003–2011)

- Chile
  - Prezydent – Michelle Bachelet, Prezydenci Chile (2006–2010)

- Ekwador
  - Prezydent –
    1. Alfredo Palacio, Prezydenci Ekwadoru (2005–2007)
    2. Rafael Correa, Prezydenci Ekwadoru (2007–2017)

- Falklandy (terytorium zamorskie Wielkiej Brytanii)
  - Gubernator – Alan Huckle, Gubernatorzy Falklandów (2006–2010)
  - Szef Rady Wykonawczej –
    1. Chris John Simpkins, Szefowie Rady Wykonawczej Falklandów (2003–2007)
    2. Michael Dennis Blanch, P.o. Szefa Rady Wykonawczej Falklandów (2007–2008)

- Georgia Południowa i Sandwich Południowy (terytorium zamorskie Wielkiej Brytanii)
  - Komisarz – Alan Huckle, Komisarze Georgii Południowej i Sandwicha Południowego (2006–2010)
  - Dyrektor generalny – Harriet Hall, Dyrektorzy generalni Georgii Południowej i Sandwicha Południowego (2007–2009) od 13 lipca

- Gujana
  - Prezydent – Bharrat Jagdeo, Prezydenci Gujany (1999–2011)
  - Premier – Samuel Hinds, Premierzy Gujany (1999–2015)

- Gujana Francuska (departament zamorski Francji)
  - Prefekt – Jean-Pierre Laflaquière, Prefekci Gujany Francuskiej (2006–2009)
  - Przewodniczący Rady Generalnej – Pierre Désert, Przewodniczący Rady Generalnej Gujany Francuskiej (2004–2008)
  - Przewodniczący Rady Regionalnej – Antoine Karam, Przewodniczący Rady Regionalnej Gujany Francuskiej (1992–2010)

- Kolumbia
  - Prezydent – Álvaro Uribe, prezydenci Kolumbii (2002–2010)

- Paragwaj
  - Prezydent – Nicanor Duarte Frutos, Prezydenci Paragwaju (2003–2008)

- Peru
  - Prezydent – Alan García Pérez, prezydenci Peru (2006–2011)
  - Premier – Jorge del Castillo, Premierzy Peru (2006–2008)

- Surinam
  - Prezydent – Ronald Venetiaan, Prezydenci Surinamu (2000–2010)

- Urugwaj
  - Prezydent – Tabaré Vázquez, Prezydenci Urugwaju (2005–2010)

- Wenezuela
  - Prezydent – Hugo Chávez, Prezydenci Wenezueli (2002–2013)

## Australia i Oceania
- Australia
  - Król – Elżbieta II, Królowie Australii (1952–2022)
  - Gubernator generalny – Michael Jeffery, Gubernatorzy generalni Australii (2003–2008)
  - Premier –
    1. John Howard, Premierzy Australii (1996–2007)
    2. Kevin Rudd, Premierzy Australii (2007–2010)

  -  Wyspa Bożego Narodzenia (terytorium zewnętrzne Australii)
    - Administrator – Neil Lucas, Administratorzy Wyspy Bożego Narodzenia (2006–2008)
    - Przewodniczący Rady – Gordon Thomson, Przewodniczący Rady Wyspy Bożego Narodzenia (2003–2011)

  -  Wyspy Kokosowe (terytorium zewnętrzne Australii)
    - Administrator – Neil Lucas, Administratorzy Wysp Kokosowych (2006–2008)
    - Przewodniczący Rady –
      1. Ronald „Ron” Grant, Przewodniczący Rady Wysp Kokosowych (2001–2007)
      2. Mohammed Said Chongkin, Przewodniczący Rady Wysp Kokosowych (2007–2009)

  -  Norfolk (terytorium zewnętrzne Australii)
    - Administrator –
      1. Grant Tambling, Administratorzy Norfolku (2003–2007)
      2. Owen Walsh, Administratorzy Norfolku (2007–2012)

    - Szef ministrów –
      1. David Buffett, Szefowie ministrów Norfolku (2006–2007)
      2. Andre Nobbs, Szefowie ministrów Norfolku (2007–2010)

- Fidżi
  - Prezydent –
    1. Josefa Iloilo, Prezydenci Fidżi (2000–2009)
    2. Frank Bainimarama, P.o. prezydenta Fidżi (2006–2007) w zastępstwie J. Ilolo

  - Premier –
    1. Jona Senilagakali, P.o. premiera Fidżi (2006–2007)
    2. Frank Bainimarama, Premierzy Fidżi (od 2007)

- Guam (nieinkorporowane terytorium zorganizowane Stanów Zjednoczonych Ameryki)
  - Gubernator – Felix Perez Camacho, Gubernatorzy Guamu (2003–2011)

- Kiribati
  - Prezydent – Anote Tong, Prezydenci Kiribati (2003–2016)

- Mariany Północne (nieinkorporowane terytorium zorganizowane Stanów Zjednoczonych Ameryki)
  - Gubernator – Benigno Repeki Fitial, Gubernatorzy Marianów Północnych (2006–2013)

- Mikronezja
  - Prezydent –
    1. Joseph Urusemal, Prezydenci Mikronezji (2003–2007)
    2. Manny Mori, Prezydenci Mikronezji (2007–2015)

- Nauru
  - Prezydent –
    1. Ludwig Scotty, Prezydenci Nauru (2004–2007)
    2. Marcus Stephen, Prezydenci Nauru (2007–2011)

- Nowa Kaledonia (wspólnota sui generis Francji)
  - Wysoki komisarz –
    1. Michel Mathieu, Wysocy Komisarze Nowej Kaledonii (2005–2007)
    2. Jean-Bernard Bobin, P.o.wysokiego komisarza Nowej Kaledonii (2007)
    3. Yves Dassonville, Wysocy Komisarze Nowej Kaledonii (2007–2010)

  - Przewodniczący rządu –
    1. Marie-Noëlle Thémereau, Przewodniczący rządu Nowej Kaledonii (2004–2007)
    2. Harold Martin, Przewodniczący rządu Nowej Kaledonii (2007–2009)

- Nowa Zelandia
  - Król – Elżbieta II, Królowie Nowej Zelandii (1952–2022)
  - Gubernator generalny – Anand Satyanand, Gubernatorzy generalni Nowej Zelandii (2006–2011)
  - Premier – Helen Clark, Premierzy Nowej Zelandii (1999–2008)
  -  Wyspy Cooka (terytorium stowarzyszone Nowej Zelandii)
    - Wysoki Komisarz – John Bryan, Wysocy Komisarze Wysp Cooka (2005–2008)
    - Przedstawiciel Królowej – Frederick Tutu Goodwin, Przedstawiciele Królowej na Wyspach Cooka (2001–2013)
    - Premier – Jim Marurai, Premierzy Wysp Cooka (2004–2010)

  -  Niue (terytorium stowarzyszone Nowej Zelandii)
    - Wysoki Komisarz – Anton Ojala, Wysocy Komisarze Niue (2006–2008)
    - Premier – Mititaiagimene Young Vivian, Premierzy Niue (2002–2008)

  -  Tokelau (terytorium zależne Nowej Zelandii)
    - Administrator – David Payton, Administratorzy Tokelau (2006–2009)
    - Szef rządu –
      1. Kolouei O’Brien, Szefowie rządu Tokelau (2006–2007)
      2. Kuresa Nasau, Szefowie rządu Tokelau (2007–2008)

- Palau
  - Prezydent – Tommy Remengesau, Prezydenci Palau (2001–2009)

- Papua-Nowa Gwinea
  - Król – Elżbieta II, Królowie Papui-Nowej Gwinei (1975–2022)
  - Gubernator generalny – Paulias Matane, Gubernatorzy generalni Papui-Nowej Gwinei (2004–2010)
  - Premier – Michael Somare, Premierzy Papui-Nowej Gwinei (2002–2011)

- Pitcairn (terytorium zamorskie Wielkiej Brytanii)
  - Gubernator – George Fergusson, Gubernatorzy Pitcairn (2006–2010)
  - Burmistrz – Jay Warren, Burmistrzowie Pitcairn (2005–2007)

- Polinezja Francuska (wspólnota zamorska Francji)
  - Wysoki Komisarz – Anne Boquet, Wysocy komisarze Polinezji Francuskiej (2005–2008)
  - Prezydent –
    1. Gaston Tong Sang, Prezydenci Polinezji Francuskiej (2006–2007)
    2. Oscar Temaru, Prezydenci Polinezji Francuskiej (2007–2008)

- Samoa
  - Głowa państwa –
    1. Malietoa Tanumafili II, O le Ao o le Malo Samoa (1962–2007)
    2. Tupua Tamasese Tupuola Tufuga Efi i Tuimalealiʻifano Vaʻaletoa Sualauvi II Rada Zastępców Samoa (2007)
    3. Tupua Tamasese Tupuola Tufuga Efi, O le Ao o le Malo Samoa (2007–2017)

  - Premier – Tuilaʻepa Sailele Malielegaoi, Premierzy Samoa (1998–2021)

- Samoa Amerykańskie (nieinkorporowane terytorium niezorganizowane Stanów Zjednoczonych Ameryki)
  - Gubernator – Togiola Tulafono, Gubernatorzy Samoa Amerykańskiego (2003–2013)

- Tonga
  - Król – Jerzy Tupou V, Królowie Tonga (2006–2012)
  - Premier – Feleti Sevele, Premierzy Tonga (2006–2010)

- Tuvalu
  - Król – Elżbieta II, Królowie Tuvalu (1978–2022)
  - Gubernator generalny – Filoimea Telito, Gubernatorzy generalni Tuvalu (2005–2010)
  - Premier – Apisai Ielemia, Premierzy Tuvalu (2006–2010)

- Vanuatu
  - Prezydent – Kalkot Mataskelekele, Prezydenci Vanuatu (2004–2009)
  - Premier – Ham Lini, Premierzy Vanuatu (2004–2008)

- Wallis i Futuna (wspólnota zamorska Francji)
  - Administrator – Richard Didier, Administratorzy Wallis i Futuny (2006–2008)
  - Przewodniczący Zgromadzenia Terytorialnego –
    1. Emeni Simete, Przewodniczący Zgromadzenia Terytorialnego Wallis i Futuny (2005–2007)
    2. Pesamino Taputai, Przewodniczący Zgromadzenia Terytorialnego Wallis i Futuny (2007)
    3. Victor Brial, Przewodniczący Zgromadzenia Terytorialnego Wallis i Futuny (2007–2010)

- Wyspy Marshalla
  - Prezydent – Kessai Note, Prezydenci Wysp Marshalla (2000–2008)

- Wyspy Salomona
  - Król – Elżbieta II, Królowie Wysp Salomona (1978–2022)
  - Gubernator generalny – Nathaniel Waena, Gubernatorzy generalni Wysp Salomona (2004–2009)
  - Premier –
    1. Manasseh Sogavare, Premierzy Wysp Salomona (2006–2007)
    2. Derek Sikua, Premierzy Wysp Salomona (2007–2010)